# Женска фудбалска репрезентација Турске
Женска фудбалска репрезентација Турске (тур. Türkiye kadın millî futbol takımı) је национални фудбалски тим који представља Турску на међународним такмичењима и под контролом је Фудбалског савеза Турске (тур. Türkiye Futbol Federasyonu, TFF), владајућег тела за фудбал у Турској.
Тим је основан 1995. године и такмичи се у квалификацијама за УЕФА женско првенство и УЕФА квалификацијама за ФИФА Светско првенство за жене. ФИФА и УЕФА су га признале од 2022. године.
Турска фудбалска федерација (ТФФ) је спортско организационо тело одговорно за формирање женских тимова у четири старосне категорије као што су женска репрезентација А, женска У-19 репрезентација, женска У-17 репрезентација и девојчица У -15 репрезентација. Женска У-19 репрезентација је први пут формирана 2001. године и учествује у квалификацијама за УЕФА женско првенство до 19 година. Женска У-17 репрезентација је основана 2006. Играју у квалификацијама за УЕФА женско првенство до 17 година. Основана 2009. године са главним циљем да развија играче за будућност, женска репрезентација У-15 учествује на Олимпијским играма младих и разним турнирима.

## Историја
Прва забележена међународна утакмица женске репрезентације Турске била је пријатељска утакмица против Румуније која је одржана на стадиону Зејтинбурну у Истанбулу, Турска, 8. септембра 1995. године, која је завршена поразом турске репрезентације са резултатом од 0 : 8.  Тим је учествовао у квалификационој рунди УЕФА за Европско првенство 1997. за жене и дебитовао је на гостовању против Мађарске 4. октобра 1995. изгубивши резултатом 0 : 6.ТТФ 6
Туркиње су победили у свом првом мечу против Грузије у квалификационој рунди за Светско првенство у фудбалу за жене 1999. 25. септембра 1997. након једанаест пораза.
Највећи пораз женске репрезентације Турске имала је од Немачке са 1 : 12 у пријатељској утакмици 14. фебруара 1999. године. Највећа победа тима била је са 9 : 0 против Грузије на квалификационој утакмици за Европско првенство 2009. за жене 23. новембра 2006. године.
Женска репрезентација није била активна 2003, 2004. и 2005. године јер је женски фудбал у Турској био суспендован током тог периода.
Турска је остварила најбољи учинак у квалификацијама за Светско првенство у фудбалу за жене 2023. године, пошто је Турска остварила важан реми над Португалијом и три победе, иако тим на крају ипак није успео да се квалификује.

## Збирни резултати
Ажурирано: 28. јун 2022.
```
Укупни скор репрезентације: 
```

| Период    | Ута | Поб | Нер | Изг | ГД  | ГП  |
| 1995–2022 | 143 | 49  | 16  | 78  | 218 | 358 |
| --------- | --- | --- | --- | --- | --- | --- |

## ФИФА рангирање
Ажурирано 13. јул 2021 
  Најлошија позиција    Најбоља позиција    Најгори пад    Најбољи напредак  
| Ранг листа Турске | Ранг листа Турске | Ранг листа Турске | Ранг листа Турске | Ранг листа Турске | Ранг листа Турске | Ранг листа Турске | Ранг листа Турске | Ранг листа Турске | Ранг листа Турске | Ранг листа Турске | Ранг листа Турске |
|                   | Ранг              | Година            | Утакмица играно   | Поб               | Изг               | Нер               | Најб.             | Најб.             | Најл.             | Најл.             |                   |
| Поз               | Ранг              | Година            | Утакмица играно   | Поб               | Изг               | Нер               | Помак             | Поз               | Помак             |                   |                   |
| ----------------- | ----------------- | ----------------- | ----------------- | ----------------- | ----------------- | ----------------- | ----------------- | ----------------- | ----------------- | ----------------- | ----------------- |
|                   | 69                | 2021              | 2                 | 2                 | 0                 | 0                 | 69                | 3                 | 72                | 0                 |                   |

## Рекорди играчица
Активни играчи подебљани, статистика од 28. јуnа 2022.